# Juan Antonio Benlliure y Gil
Juan Antonio Benlliure y Gil (ur. 1859 w Walencji, zm. 28 czerwca 1930 w Madrycie) – hiszpański malarz portrecista.
Pochodził z rodziny artystów, jego ojciec Juan Antonio Benlliure Tomás i bracia José i Blas Benlliure y Gil również byli malarzami, a brat Mariano Benlliure y Gil – rzeźbiarzem. Artystami byli także jego kuzyni Emilio Benlliure Morales i Gerardo Benlliure Morales, którzy nie osiągnęli jednak poziomu braci Benlliure y Gil.
Był malarzem akademickim, zajmował się głównie akwarelą i malarstwem historycznym (La muerte del rey Alfonso XII, Muzeum Sztuki Współczesnej w Barcelonie). Był również utalentowanym portrecistą (zwłaszcza kobiet), cenionym przez madrycką burżuazję. Pośród jego najbardziej znanych portretów znajdują się Autoportret, oraz portrety członków jego rodziny: José, Gerardo i Blas Benlliure. Wśród jego akwareli wyróżniają się Arrobamiento místico, Tocador de tibias i Compagnuolo. W 1884 r. otrzymał medal II klasy na Krajowej Wystawie Sztuk Pięknych w Madrycie za obraz Por la patria.